# Hans Weber
Hans Weber (Lausana, 8 de setembro de 1934 - 10 de fevereiro de 1965) foi um futebolista suíço que atuava como meia.

## Carreira
Hans Weber fez parte do elenco da Seleção Suíça na Copa do Mundo de 1962.